# Џонатан Томас
Џонатан Томас (енгл. Jonathan Thomas; 27. децембар 1982) бивши је велшки рагбиста. Његова примарна позиција је била крилни у трећој линији скрама, али је могао играти и чепа и другу линију. Играо је 10 година за Оспрејсе, са којима је четири пута освајао келтску лигу. После Оспрејса играо је за Вустер, који је предводио и као капитен. Прошао је млађе селекције Велса, а за сениорску је дебитовао против Валабиса у тест мечу 2003. Био је део селекције Велса на светском купу 2003, где је одлично одиграо утакмицу против Новог Зеланда у групној фази. Играо је за Велс и на светском купу у Француској 2007. Са Велсом је 2 пута освојио гренд слем у купу шест нација (2005, 2008). Постигао је 7 есеја за Велс у 67 тест мечева. 2014, установљено је да има епилепсију, као последицу бројних удараца у главу. 15. септембра 2015, престао је да игра рагби.